# Primelin
Primelin (bret. Prevel) – miejscowość i gmina we Francji, w regionie Bretania, w departamencie Finistère.
Według danych na rok 1990 gminę zamieszkiwało 931 osób, a gęstość zaludnienia wynosiła 107 osób/km² (wśród 1269 gmin Bretanii Primelin plasuje się na 601. miejscu pod względem liczby ludności, natomiast pod względem powierzchni na miejscu 882.).